# Luigi Piavi
Luigi Piavi, OFM (Ravina, 17. ožujka 1833. – Jeruzalem, 24. siječnja 1905.), talijanski nadbiskup i latinski patrijarh Jeruzalema.

## Životopis
Luigi Piavi je zaređen za svećenika 1855. godine. Papa Pio IX. ga je imenovao 1876. godine apostolskim delegatom u Siriji te ga stavio na čelo Apostolskog vikarijata Aleppa. Za nadbiskupa je imenovan 14. studenog 1876., a posvećen 26. studenog. Godine 1889. imenovan je patrijarhom Jeruzalema.
Od 1889. do svoje smrti 1905. godine bio je Veliki meštar Konjaničkog Reda Svetog groba u Jeruzalemu. 24. siječnja 1905. godine se razbolio i dobio upalu pluća. Pokopan je u kapelici svetog Josipa.
| Prethodnik:              | Veliki meštar Reda Svetoga Groba u Jeruzalemu | Nasljednik: |
| Giovanni Vincenzo Bracco | Veliki meštar Reda Svetoga Groba u Jeruzalemu | Pio X.      |